# ポリアーノ・ミラネーゼ
ポリアーノ・ミラネーゼ（伊: Pogliano Milanese）は、イタリア共和国ロンバルディア州ミラノ県にある、人口約8,300人の基礎自治体（コムーネ）。

## 地理

### 位置・広がり

#### 隣接コムーネ
隣接するコムーネは以下の通り。
- アルルーノ
- ライナーテ
- ネルヴィアーノ
- プレニャーナ・ミラネーゼ
- ロー
- ヴァンザーゴ

### 地震分類
イタリアの地震リスク階級 (it) では、4 に分類される
。